# Ksi Andromedae
Ksi Andromedae (Adhil, ξ And) – gwiazda w gwiazdozbiorze Andromedy, znajdująca się około 214 lat świetlnych od Ziemi.

## Nazwa
Gwiazda ta ma tradycyjną nazwę Adhil, która wywodzi się od arabskiego ‏الذيل‎ al dhail - „tren (sukni)”. Po raz pierwszy pojawiła się ona w wydaniu Almagestu z 1515 roku. Międzynarodowa Unia Astronomiczna formalnie zatwierdziła użycie nazwy Adhil dla określenia tej gwiazdy.

## Charakterystyka
Adhil jest olbrzymem należącym do typu widmowego K0. Jest to także gwiazdą spektroskopowo podwójną, której składniki okrążają się co 17,7673 doby.